# Yunmenglong
Yunmenglong is een geslacht van plantenetende sauropode dinosauriërs, behorend tot de Neosauropoda, dat tijdens het vroege Krijt leefde in het gebied van het huidige China. De enige benoemde soort is Yunmenglong ruyangensis.

## Vondst en naamgeving
De typesoort Yunmenglong ruyangensis werd in 2013 benoemd en beschreven door Lü Junchang, Xu Li, Pu Hanyong, Zhang Xingliao, Zhang Yiyang, Jia Songhai, Chang Huali, Zhang Jiming en Wei Xuefang. De geslachtsnaam verbindt de naam van de berg Yunmeng (de Yunmengshan) met een Chinees long, "draak". De soortaanduiding verwijst naar het Ruyangbassin en de prefectuur Ruyang. 
Het holotype, 41HIII-0006, is nabij het dorp Huamiaogou bij de stad Liudian gevonden in de Haolingformatie van de provincie Henan, die vermoedelijk dateert uit het Albien. Het bestaat uit een gedeeltelijk skelet zonder schedel. De resten omvatten een belangrijk deel van de wervelkolom: een reeks van zeven voorste halswervels, namelijk de tweede tot en met achtste, twee achterste halswervels, nekribben, een middelste/achterste ruggenwervel en vier voorste staartwervels; twee ribben en een rechterdijbeen.

## Beschrijving

### Grootte en onderscheidende kenmerken
Yunmenglong is een grote sauropode. De rughoogte moet op vier à vijf meter hebben gelegen. Het dijbeen heeft een lengte van 192 centimeter. Vooral de nek is zeer lang, zo'n zes meter, en de halswervels zijn langgerekt met diepe pleurocoelen en goed ontwikkelde staafvormige epipofysen. Dit laatste wijst op een meer verticale stand van de nek die via de spieren aan de epipofysen verbonden gecontroleerd moest worden. Gregory S. Paul schatte in 2015 de lichaamslengte op twintig meter, het gewicht op dertig ton.
De beschrijvers gaven een unieke combinatie van eigenschappen. De draaier heeft een opvallende pleurocoel in een uitholling onder de basis van de diapofyse. Bij de draaier ligt de richel tussen het wervellichaam en de parapofyse evenwijdig aan de lengteas van de wervel. Bij de draaier ligt de parapofyse, het facet voor de onderste ribkop, op de middelste hoogte van het wervellichaam. De halswervels zijn extreem gerekt. Bij de halswervels na de draaier zijn de epipofysen sterk verlengd en staafvormig. Bij de halswervel heeft de uitholling op de zijkant van het wervellichaam twee groeven waarbij de voorste ondiep is en de achterste een echte pleurocoel die de botwand doorbreekt. Bij de ruggenwervel heeft het ruggenmergkanaal in achteraanzicht een driehoekig profiel en is gelegen in de grote uitholling die aan weerszijden begrensd wordt door de richels tussen het wervellichaam en de achterste gewrichtsuitsteeksels en aan de bovenkant door het dak van het ruggenmergkanaal. Bij de staartwervels heeft het boveneinde van het doornuitsteeksel een bolvorm met een ruw oppervlak maar ontbreekt de verticale groeve aan de achterzijde van het uitsteeksel.

### Skelet
De halswervels zijn ongekield met lage doornuitsteeksels. De epipofysen, secundaire uitsteeksels op de achterste gewrichtsuitsteeksels, groeien tot voorbij de achterranden daarvan. De pleurocoelen zijn ovaal. De achterste pleurocoel is verdeeld door een richeltje en meestal dieper behalve bij de vijfde wervel waar juist de eerste het diepst is. De wervellichamen zijn intern uitgehold door vele luchtkamertjes. De parapofysen zijn vergroeid met de ribkop. De nekribben zijn zeer lang. Die van de vierde wervel heeft een lengte van 140 centimeter en overlapt ook de centra van de twee volgende wervels. De zesde halswervel heeft de grootste bewaarde lengte met zesenzestig centimeter en is 3,8 maal langer dan breed. Bij de negende wervel heeft het doornuitsteeksel een X-vorm in bovenaanzicht.
De ruggenwervel heeft een grote pleurocoel op de zijkant, twaalf centimeter lang een 40% van de lengte van het centrum beslaand. Het ruggenmergkanaal is in achteraanzicht klein en driehoekig onderaan geplaatst in de zeer grote uitholling onder de achterste gewrichtsuitsteeksels maar in vooraanzicht veel wijder en rond. De wervelboog als geheel is hoog maar het doornuitsteeksel laag. Het doornuitsteeksel is overdwars sterk waaiervormig. De ribben zijn plankvormig met een afgerond capitulum en niet gepneumatiseerd.
De voorste staartwervels zijn niet procoel maar hebben platte voorkanten en holle achterkanten. Hun wervelbogen liggen op de voorste helft van het centrum. Hoewel de eerste staartwervel een bovenaan balvormig doornuitsteeksel bezit, hebben de volgende staartwervels in zijaanzicht plaatvormige doornuitsteeksels.
Het dijbeen is zeer robuust. De vierde trochanter is een lage bult, boven het midden van de schacht geplaatst op 42% van de lengte.

## Fylogenie
Volgens een cladistische analyse die de beschrijvers uitvoerden, behoort Yunmenglong tot de Titanosauriformes. Yunmenglong zou de zustersoort zijn van Qiaowanlong en samen met deze en Erketu een klade vormen die tamelijk basaal in de Somphospondyli staat, boven Euhelopus maar onder de Flagellicaudata. 